# Sedativa
Sedativa – polski zespół grający muzykę dub/reggae. Założony w 2000 roku w Warszawie, jako dwuosobowy elektroniczny projekt Ramiego Al Ali (instrumenty klawiszowe) oraz Ignaca (groovebox). Nazwa pochodzi od sedativa (z łac. leki uspokajające).
Wkrótce do zespołu dołączył Jurek „Buras” Burkacki (gitara basowa), a następnie Andrzej „Jawor” Jaworowski(gitara), grający wcześniej w zespole Transmisja.
Sedativa zadebiutowała w 2001 roku na składance „Dub out of Poland” utworem „Chanting the water away”. Na perkusji zasiadł Marcin „Ułan” Ułanowski, na trąbce Dominik Trębskia na instrumentach perkusyjnych Pablo.
W roku 2004 Ułana za perkusją zastąpił Sarhan Kubeisi, gitarzysta zespołu Satellite.
W tym okresie z grupą współpracował także Pablopavo śpiewający równolegle w Vavamuffin, czego owocem jest utwór „Banda Saskerland” wydany na składance „Dwa Gołębie – Kuba Wojewódzki Show” oraz film Xawerego Żuławskiego zrealizowany dla TVP Kultura, przedstawiający koncert grupy w Pracowni Izerskiej w Szklarskiej Porębie.
W latach 2007–2008 z zespołem współpracował Bartosz „GanjaNinja” Dzienkiewicz oraz Lubay.
W 2008 roku zespół rozpoczął pracę nad nową płytą z Dawidem Portaszem (Jafia Namuel), która została nagrana w Kings Tone Studio, a której mix powierzono znakomitemu duetowi Mario & Smok (Studio As One). Na płycie gościnnie wystąpili: Bartek Szopiński(Hammond), Tomek Busławski (brass, wood-wind instruments). Płyta miała swoją premierę 18 kwietnia 2011 roku.
W 2009 roku Sarhana zastąpił na perkusji Marcin Ułanowski. Do zespołu dołączył wtedy także Tomasz „Tomacki” Mackiewicz (instrumenty klawiszowe).
Sedativa tworzy muzykę na styku kultur i gatunków muzycznych. Oryginalne i nowoczesne brzmienie muzycy osiągnęli dzięki umiejętnemu połączeniu reggae, jazzu, rocka, funky, dubu oraz elementów muzyki arabskiej, które razem z charyzmatycznym wokalem Dawida Portasza tworzą niepowtarzalny przekaz.

## Dyskografia
- Dub out of Poland Pt.1 (utwór Chanting the water away) (2001)
- Dwa Gołębie – Kuba Wojewódzki Show (utwór Banda Saskerland) (2008)
- Free Colours 4/2008 (utwór All U Need) (2008)
- I (Sedativa feat. Dawid Portasz) (2011)